# لیندهرست، همپشر
لیندهرست (به انگلیسی: Lyndhurst) یک روستا و محله مدنی در بریتانیا است که در New Forest District واقع شده‌است. لیندهرست ۲٬۹۷۳ نفر جمعیت دارد.

## تعدادی از ساکنان سرشناس
- آرتور فیلیپ
- چارلز همیلتون آیده
- آلیس لیدل